# Снідавська сільська рада
| Сніда́вська сільська рада — колишній орган місцевого самоврядування у Косівському районі Івано-Франківської області з адміністративним центром у с. Снідавка. Водоймища на території, підпорядкованій даній раді: річка Безулька. Сільській раді підпорядковані населені пункти: - с. Снідавка |

## Склад ради
Рада складається з 15 депутатів та голови.

### Керівний склад ради
| ПІБ                         | Основні відомості                                                                     | Дата обрання | Дата звільнення |
| --------------------------- | ------------------------------------------------------------------------------------- | ------------ | --------------- |
| Григорчук Василь Васильович | Сільський голова, 1953 року народження, освіта                                        | 26.03.2006   | 31.10.2010      |
| Григорчук Василь Васильович | Сільський голова, 1953 року народження, освіта, член політичної партії 'Наша Україна' | 31.10.2010   |                 |

Примітка: таблиця складена за даними джерела